# Spruce Meadows

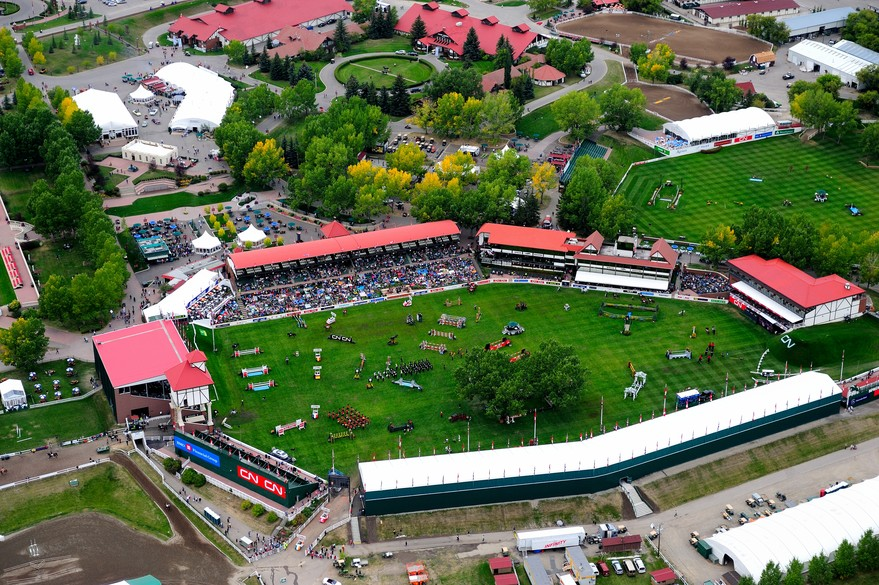
Spruce Meadows

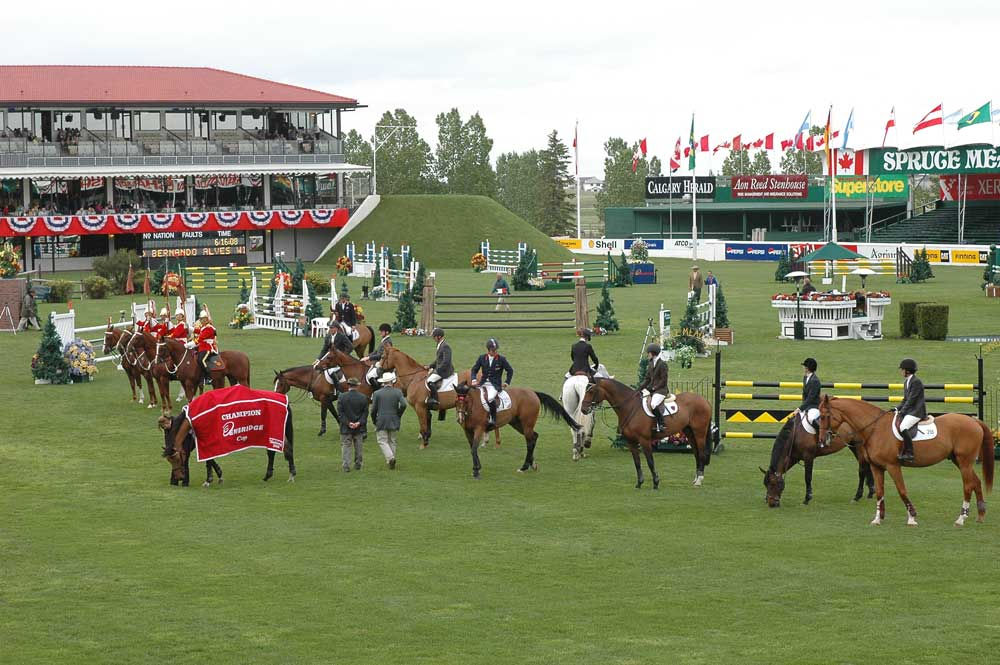
Preisverleihung des Enbridge Cup, Teil des Spruce Meadows National Tournament 2005

Spruce Meadows ist seit dem Jahre 2003 die größte Pferdesportanlage der Welt. Sie befindet sich in Calgary, Alberta, Kanada.
Der Bau von Spruce Meadows begann im Jahre 1973, 1975 wurde die Reitanlage eröffnet. Im Jahr 1976 fanden dort die ersten Reitturniere statt, darunter auch die Spruce Meadows Masters, das heutige Nationenpreisturnier Kanadas. Die Anlage ist jedes Jahr Gastgeber der höchstdotierten Springprüfung der Welt, dem $1,000,000 CN International, das im Jahre 2002 der deutsche Springreiter Ludger Beerbaum auf Goldfever gewann. Jährlich finden in Spruce Meadows sechs große Freilandturniere und acht Hallenturnieren statt. Die Hallenturniere sind als "Nakoda Series" bekannt und für Junior und Amateurreiter gedacht. Die Freilandturniere beginnen mit den "Summer Series", einer fünf Wochen langen Tour, die folgende Turniere umfasst:
- CSI National Tournament (Juni)
- CSI Continental (Juni)
- The Skyliner (eine seit 2006 stattfindende Junioren und Amateur Tour) (Juni)
- CSI Kanada One (Juni)
- CSI North American (Juli)
- CSIO Spruce Meadows Masters (September)

Die Freilandsaison endet mit dem CSIO Spruce Meadows "Master"-Turnier im September. Jedes Turnier ist bekannt und zieht eine Vielzahl von Athleten aus der ganzen Welt an. Spruce Meadows war in den Jahren 2001/2002 und 2003/2004 die Nummer eins der weltweiten Springreitanlagen.
Spruce Meadows ist eine Ganzjahresanlage, auf dem Gelände finden Tagungen, Messen, sowie Spring- und Dressurveranstaltungen statt.  Der Stall liegt in den Ausläufern der Rocky Mountains in Alberta, südlich der kanadischen Millionenstadt Calgary, umfasst 360 Hektar und befindet sich auf einer Höhe von 1.100,43 m.
Dauerhaft stehen in Spruce Meadows 400 und temporär 616 Pferde. Es gibt zwei Reithallen und sechs Turnierplätze. Außerdem gibt es noch sechs Sandreitplätze. Jedes Jahr besuchen ca. 500.000 Besucher Spruce Meadows. Der Reitstall wird von zehn Sponsoren unterstützt.
Die derzeitige Präsidentin von Spruce Meadows ist die ehemalige kanadische Springreiterin Linda Southern-Heathcott, die Tochter des Gründerehepaares Ron und Margaret Southern und Teilnehmerin bei den Olympischen Spielen in Atlanta im Jahre 1996.
Spruce Meadows züchtet, trainiert und verkauft Hannoveraner Pferde und veranstaltet jährlich den "Name the Foal"-Wettbewerb, in dem drei Fohlen ausgewählt werden und von der Öffentlichkeit einen Namen bekommen.
Spruce Meadows hat eine Fernsehproduktion, die die Spruce Meadows Chronicles produziert, die in über 100 Ländern ausgestrahlt wird.